# Eustasie

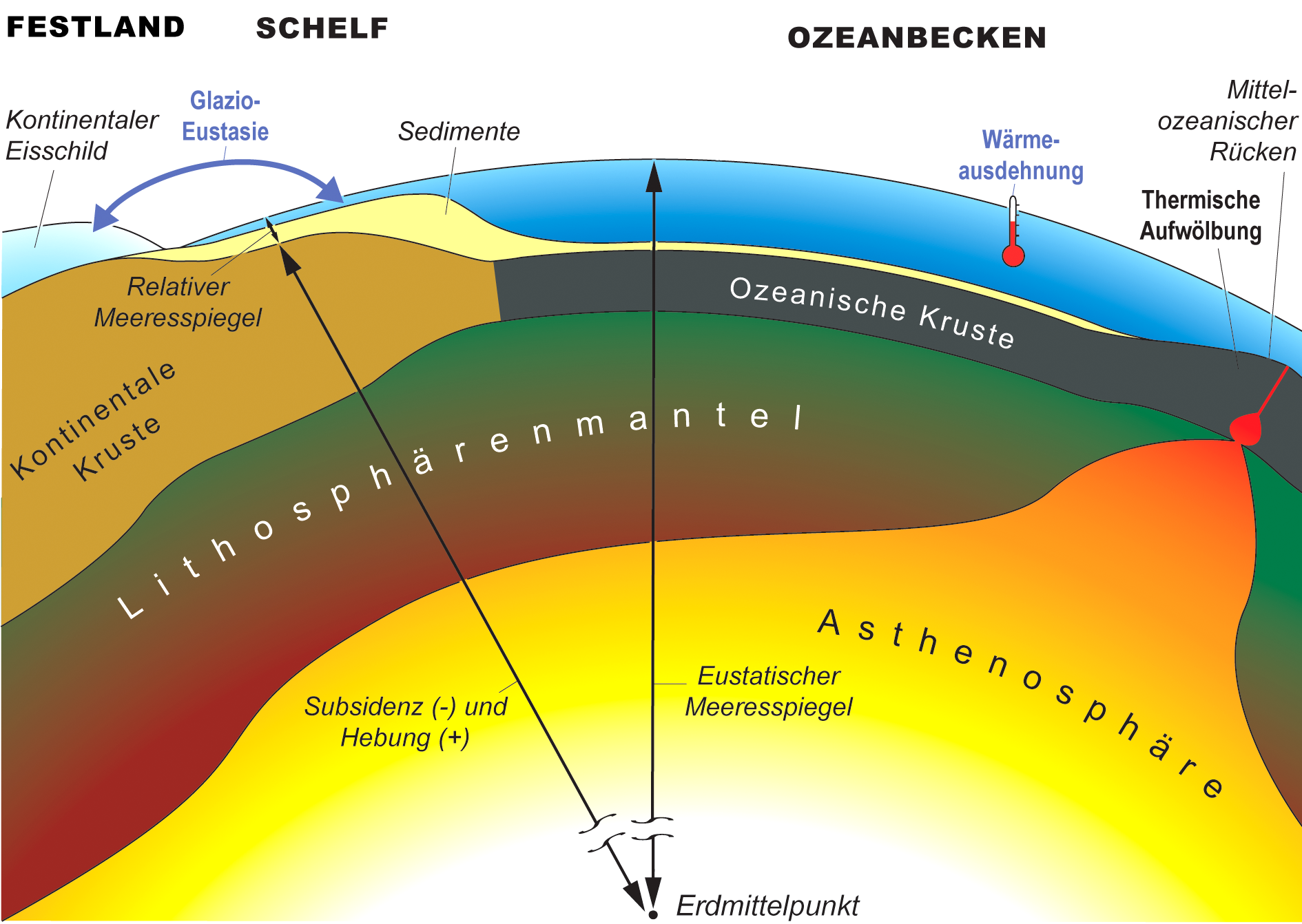
Darstellung des Zusammenhangs zwischen Eustasie, Isostasie und relativem Meeresspiegel.

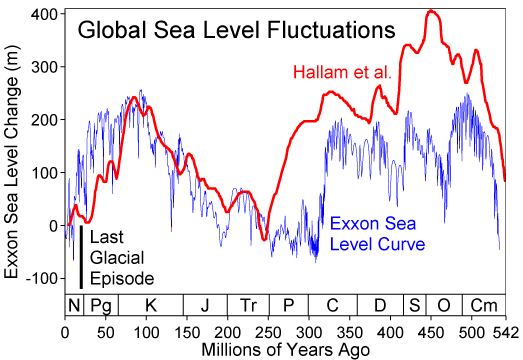
Zwei Rekonstruktionen der Verlaufskurve des eustatischen Meeresspiegels vom Kambrium (rechts) bis heute (links). Der schwarze Balken links unten verdeutlicht die Spanne der eustatischen Meeresspiegelschwankungen während des Pleistozäns (zur besseren Lesbarkeit etwas vom linken Rand abgerückt).

Der Begriff Eustasie  (altgr. εὖ eu ‚gut‘, ‚echt‘ und στάσις stásis ‚Stand‘) beschreibt in den modernen Geowissenschaften Schwankungen des Meeresspiegels in globalem Maßstab.

## Geschichte und Begriffsdefinition
Die Bezeichnung „eustatische Bewegungen“ stammt von dem österreichischen Geologen Eduard Suess (1888), der damit das Vorrücken und den Rückzug der Küstenlinien in geologischen Zeiträumen bezeichnete. Als Ursache für das Zurückweichen der Küstenlinien (negative eustatische Bewegung), verbunden mit Lücken oder der weiten Verbreitung kontinentaler Sedimente in der geologischen Überlieferung des entsprechenden Zeitraums, führte er das Einsinken der Meeresbecken an. Das Vorrücken der Küstenlinien, verbunden mit einer Ausbreitung mariner Sedimente in der geologischen Überlieferung des entsprechenden Zeitraums (Transgression bzw. positive eustatische Bewegung), erklärte er mit der allmählichen Auffüllung der vormals eingesunkenen Meeresbecken durch Sedimente und der daraus resultierenden Wasserverdrängung.
Heute sind Eustasie bzw. eustatische Meeresspiegelschwankungen definiert als Schwankungen des Meeresspiegels relativ zu einem von geologischen Prozessen nicht beeinflussten Fixpunkt, wobei es sich bei Letztgenanntem in der Regel um den Erdmittelpunkt handelt.

## Ursachen
Als Ursachen für eustatische Meeresspiegelschwankungen gelten zwei wesentliche Faktoren:
1. Änderungen im globalen Wasserhaushalt (siehe auch → Hydrosphäre), die zu einer Änderung des Volumens des Wasserkörpers in den Ozeanbecken führen.
2. Änderungen des Volumens der Ozeanbecken.

Es ist hinzuzufügen, dass prinzipiell keiner der im Folgenden aufgezählten Mechanismen für sich allein wirkt, sondern dass sie sich gegenseitig überlagern, wobei es zu Verstärkungs- oder aber zu Abschwächungseffekten kommen kann.

### Änderungen des Meerwasservolumens

Eines der bekanntesten Beispiele für die Auswirkungen der pleistozänen Glazialeustasie: das Trockenfallen bzw. die Flutung der Beringstraße (Animation).

Der bedeutendste Mechanismus hierfür ist die Bindung bzw. Freisetzung von Wasser in bzw. aus kontinentalen Eisschilden, auch als Glazialeustasie oder Glazio-Eustasie bezeichnet. Dies kann zu Schwankungen des Meeresspiegels in der Größenordnung von 10 bis 100 Metern innerhalb von 1000 bis 100.000 Jahren führen.
Während der letzten globalen Vergletscherungen im Pleistozän waren große Wassermengen der Hydrosphäre im Inlandeis der Nordhalbkugel gebunden. Dadurch befand sich der Meeresspiegel bis zu 130 m tiefer als heute. Die Freisetzung der in der jüngsten pleistozänen Vergletscherung (in Bezug auf Nord- und das nördliche Mitteleuropa Weichsel-Kaltzeit genannt) im Eis gebundenen Wassermassen führte u. a. im heutigen Nordseebecken, das während der Eiszeit trocken lag, zum Anstieg des Meeresspiegels. Dieses regionale Ereignis mit glazioeustatischem Hintergrund ist als die Flandrische Transgression bekannt. Noch heute befinden sich enorme Mengen an Wasser in den Eisschilden, die Grönland und den Antarktischen Kontinent bedecken. Ein komplettes Abschmelzen dieser Eiskappen würde zu einem eustatischen Anstieg von etwa 73 Metern führen.
Weniger dramatische Schwankungen rufen die Volumenausdehnung bzw. -schrumpfung des Meerwasserkörpers durch Änderung der Wassertemperatur (sogenannte thermosterische Schwankungen; die Erwärmung des gesamten Wasserkörpers der Weltmeere um 1 °C hat einen eustatischen Meeresspiegelanstieg von 70 cm zur Folge) und die Bindung bzw. Freisetzung von Wasser auf den Kontinenten in bzw. aus Grundwasserreservoirs und Oberflächengewässern hervor (wenige Meter in Zeiträumen von 100 bis 10.000 bzw. 100.000 Jahren).
Der aktuell stattfindende Meeresspiegelanstieg wird in erster Linie auf glazioeustatische und thermosterische Effekte zurückgeführt.

### Änderungen des Ozeanbeckenvolumens

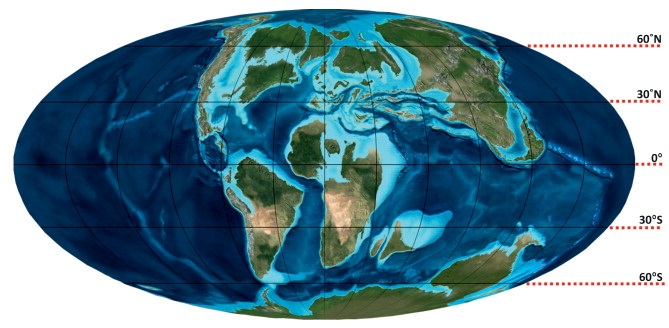
Die paläogeographische Weltkarte für etwa 90 mya (Turonium) zeigt die weltweit extrem hohen Meeresspiegel dieser Zeit.

Die bedeutendste Ursache hierfür sind Schwankungen der Ozeanbodenspreizungsrate. Erhöht sich die Rate der Ozeanbodenspreizung, d. h., entsteht an den Mittelozeanischen Rücken (MOR) mehr neue ozeanische Kruste oder vielmehr Lithosphäre in kürzerer Zeit, dann vergrößert sich der Anteil des Meeresbodens, der von junger ozeanischer Lithosphäre eingenommen wird. Da junge Lithosphäre eine geringere Dichte hat als alte und dadurch relativ leicht ist, liegt sie höher auf der Asthenosphäre als alte Lithosphäre, wodurch viel Meerwasser aus den Ozeanbecken verdrängt und auf die Kontinente gedrückt wird. In Phasen mit geringerer Ozeanbodenspreizungsrate gibt es weniger junge ozeanische Lithosphäre. Das Gesamtvolumen der Ozeanbecken ist dann größer und bietet dem globalen Meereskörper mehr Platz. Schwankungen der Ozeanbodenspreizungsrate treten in Größenordnungen von 100.000 bis 10 Millionen Jahren auf und können zu eustatischen Meeresspiegelschwankungen von einigen 10 bis zu einigen 100 Metern führen. Der Zusammenhang von Ozeanbodenspreizungsrate, Volumen der Ozeanbecken und Eustasie wird auch Tektono-Eustasie genannt.
Der Eintrag von Sedimenten in die Ozeanbecken, von E. Suess noch als Hauptfaktor des Anstiegs des eustatischen Meeresspiegels vermutet, ist tatsächlich nur in sehr geringem Maße für die Volumenänderung der Ozeanbecken verantwortlich. Sein Einfluss auf die Eustasie liegt bei maximal wenigen 10 Metern Meeresspiegelschwankung in einem Zeitraum von einigen 10 Millionen bis einigen 100 Millionen Jahren.
Im Laufe der vergangenen 500 Millionen Jahre besaß die Erde die meiste Zeit keine großen kontinentalen Eisschilde, weshalb Tektono-Eustasie der erdgeschichtlich dominierende Faktor für bedeutende globale Meeresspiegelschwankungen sein dürfte. Eine der erdgeschichtlichen Epochen mit dem höchsten globalen Meeresspiegel war die frühe Oberkreide (in der Fachliteratur oft Mid-Cretaceous, „Mittelkreide“, genannt). Es wird angenommen, dass der eustatische Meeresspiegel 100 Meter und mehr über dem heutigen Niveau lag, was allein durch das Abschmelzen kontinentaler Eisschilde nicht erklärt werden kann, zumal sich die Erde im gesamten Mesozoikum in einer Treibhausklima-Phase befand, größere Inlandeismassen also ohnehin nicht vorhanden gewesen sein können. Stattdessen wird eine erhöhte Ozeanbodenspreizungsrate als Ursache vermutet.

## Geoidal-Eustasie
Dieses ebenfalls unter dem Begriff Eustasie geführte Phänomen betrifft nicht den globalen Meeresspiegel, sondern die Verteilung des Meerwassers in den Ozeanbecken in Abhängigkeit von Schwereanomalien des Erdkörpers, was in Gebieten mit einer positiven Schwereanomalie geringfügig höhere und in Gebieten mit einer negativen Schwereanomalie geringfügig niedrigere Meeresspiegel zur Folge hat. Da das Schwerefeld der Erde nicht nur regional unterschiedlich stark ist, sondern sich auch aus verschiedenen Gründen in geologischen Zeiträumen ändert, ändert sich auch die Verteilung positiver bzw. negativer Schwereanomalien an der Erdoberfläche und entsprechend erfolgen in den Weltmeeren geoidal-eustatische Meeresspiegelschwankungen, wobei es dann auch regional Unterschiede gibt, ob der Meeresspiegel steigt oder sinkt. Daraus folgt wiederum, dass z. B. glazio- und tektono-eustatische Meeresspiegelschwankungen nicht tatsächlich global einheitlich sein können, sondern regional, je nachdem wie sich das regionale Schwerefeld im betrachteten Zeitraum entwickelt, stärker oder schwächer ausfallen.
So führt das schnelle Abschmelzen kontinentaler Eisschilde zwar zu einer Erhöhung des Volumens des Wasserkörpers der Weltmeere, jedoch führt es in jener Region, die vom Eis befreit wird, auch zu einem Absinken des Geoids (d. h. zu einer negativen Schwereanomalie), da die isostatischen Krustenbewegungen, durch die der Masseverlust kompensiert wird (die sogenannte postglaziale Hebung), deutlich langsamer vonstattengehen als das Abschmelzen. Dies wiederum hat einen regionalen geoidal-eustatischen Meeresspiegelabfall zur Folge, der den glazialeustatischen Anstieg abschwächt.
Bei Zunahme der Wassermenge in den Ozeanen, die im Wesentlichen glazialeustatisch verursacht wird, kommt es zu einer isostatischen Absenkung der Meeresböden, ein Effekt, der als Hydro-Isostasie bezeichnet wird. Im Gegenzug heben sich die Kontinente, und zwar um den doppelten Betrag der Absenkung der Ozeanböden. Dies kann sich in deutlichen Unterschieden in der Sedimentüberlieferung ozeanischer Inseln und der Kontinentalschelfe äußern, da erstgenannte die hydro-isostatische Absenkung der Ozeanböden mitmachen, letztgenannte aber eine Hebung erfahren.

## Relativer Meeresspiegel
Dem eustatischen, sich global ändernden Meeresspiegel steht der sogenannte relative Meeresspiegel gegenüber. Der Begriff bezieht sich ausschließlich auf Meeresspiegelschwankungen in regionalem oder lokalem Maßstab und spielt vor allem in der Sequenzstratigraphie eine wichtige Rolle, wo er alternativ auch als Akkommodationsraum (engl.: accomodation space) bezeichnet wird. Er wird nicht relativ zu geologisch stabilen Fixpunkten „gemessen“, sondern relativ zu einer willkürlich bestimmten Fläche innerhalb der Erdkruste (engl.: local datum), was z. B. die Oberfläche des Basements eines Sedimentbeckens sein kann. Es handelt sich also um den in der regionalen oder lokalen Sedimentüberlieferung direkt ablesbaren Meeresspiegel, der sowohl durch die verschiedenen Formen der Eustasie als auch durch regionale Tektonik (im Wesentlichen die Hebung oder Senkung des Ablagerungsraumes) beeinflusst wird (siehe auch → Transgression, → Ingression und → Regression). Echte eustatische Schwankungen können nur durch einen überregionalen Vergleich von Sedimentabfolgen eines bestimmten geologischen Zeitabschnittes identifiziert werden. Ein weiterer bedeutender Unterschied zur Eustasie ist, dass die Sedimentationsrate einen sehr bedeutenden Einfluss auf den relativen Meeresspiegel hat, wobei, im Gegensatz zur Eustasie, starke Sedimentation hier nicht zu einem Anstieg, sondern zu einem Abfall des Meeresspiegels, d. h. zu einem Rückzug der Küstenlinie oder zumindest der Abnahme der Wassertiefe im betrachteten Ablagerungsraum führt (siehe auch → Anlandung).
Die Untersuchung „mittelkretazischer“ Sedimentabfolgen ergab, dass der relative Meeresspiegel seinerzeit lokal bis zu 250 Meter über dem heutigen Wert lag. Daher wird angenommen, dass bei der Überflutung weiter kontinentaler Bereiche in der frühen Oberkreide eine generell verstärkte Subsidenz der Kontinente im Zuge der letzten Phase des Auseinanderbrechens der Pangaea eine gewisse Rolle gespielt hat.
Auch die Meeresspiegelschwankungen der Ostsee in den vergangenen 10.000 Jahren sind Schwankungen des relativen Meeresspiegels und nicht allein eustatisch bedingt. So spielen hier die Sedimentzufuhr durch die einmündenden Flüsse und Neotektonik (tektonische Bewegungen, die durch das aktuell herrschende Krustenspannungsfeld im entsprechenden Krustenbereich erzeugt werden) sowie weitere Faktoren eine wichtige Rolle. Des Weiteren hebt sich Skandinavien nach Abschmelzen der Eismassen der letzten Kaltzeit (postglaziale Hebung, vgl. → Geoidal-Eustasie) um einige Millimeter pro Jahr, was zu einem Rückzug des Meeres an der nördlichen Ostseeküste führt.